# アエリータ (小惑星)
アエリータ (2401 Aehlita) は、小惑星帯の小惑星。タマラ・スミルノワがクリミア天体物理天文台で発見した。
ロシアの作家、アレクセイ・ニコラエヴィッチ・トルストイのSF作品に登場する火星の女王から名付けられた。